# ضرار بن عبد المطلب
أبو عمرو ضرار بن عبد المطلب بن هاشم الهاشمي القرشي، عمّ نبي الإسلام محمد، وعمّ علي بن أبي طالب،

## نسبه وسيرته
هو: ضرار بن عبد المطلب بن هاشم، وأمه نتيلة بنت جناب، يكنى أبا عمرو، لم يولد له ولم يتزوج ولا عقب له، وذكر بعضهم أنه كان أسن من العباس بسبع سنين.

## حياته
كان ضرار من فتيان قريش جمالاً وسخاءً، وكان يقول الشعر، وذكر بعضهم أنه كان أسن من العباس بسبع سنين، ومات قبل الإسلام.
إلا أن ابن عساكر قال: «ومات أيام أوحي إلى النبي »، وقال الصبان في إسعاف الراغبين: «وأما ضرار فإنه مات أيام أوحي إلى النبي ولم يسلم»، وقال ابن سيد الناس: «وأما ضرار فإنه مات أيام أوحى إلى النبي صلى الله عليه وسلم ولم يسلم». وقال ابن سعد: «ومات أيام أوحى الله إلى النبي صلى الله عليه وسلم».
وقال صاحب كتاب بطل العلقمي: «وقد بينا مرارا أن أهل هذا البيت على التوحيد كأنهم وهم على دين إبراهيم الخليل فمن لم نعلم كفره حكمنا بإسلامه والقاعدة تقتضي أن من كان على شيء ثبت عليه حتى يعلم يقينا مفارقته له، وهذا ما يسميه أهل علم أصول الفقه بالاستصحاب ويعضد هذا الأصل قاعدة اليقين لا يزول إلا بيقين مثله وفي بدء نزول الوحي على رسول الله أخفى أكثر المسلمين إسلامهم للضغط الشديد على مظهر الإسلام وعقوبة من تفوه به وبالأخص آل عبد المطلب لتكالب قريش عليهم لأن النبي منهم.».
وقال الزبير بن عبد المطلب يزفن ضرار بن عبد المطلب أخاه: